# ارتورو ريبستين
ارتورو ريبستين (بالإسبانية: Arturo Ripstein) (و. 1943  م) هو مخرج أفلام، وكاتب سيناريو مكسيكي، ولد في مدينة مكسيكو.

## التعليم
تعلم في الجامعة الإيبيرية الأمريكية ‏
.

## جوائز
حصل على جوائز منها:
- الجائزة الوطنية في العلوم والآداب في المكسيك (1997)
- زمالة غوغنهايم

## وصلات خارجية
- ارتورو ريبستين على موقع IMDb (الإنجليزية)
- ارتورو ريبستين على موقع ألو سيني (الفرنسية)
- ارتورو ريبستين على موقع تيرنر كلاسيك موفيز (الإنجليزية)
- ارتورو ريبستين على موقع أول موفي (الإنجليزية)
- ارتورو ريبستين على موقع قاعدة بيانات الأفلام السويدية (السويدية)
- ارتورو ريبستين على موقع قاعدة بيانات الفيلم (الإنجليزية)
- ارتورو ريبستين على موقع كينوبويسك (الروسية)